# Antonio Gutiérrez de la Fuente
Antonio Gutiérrez de la Fuente (Tarapacá, Província de Tarapacá (Peru), 8 de setembro de 1796 — Lima, 14 de março de 1878) foi um político e militar do Peru. Ocupou o cargo de Presidente do Peru no período de junho a setembro 1829.
Ele participou ativamente do movimento para derrubar o governo de José de La Mar. Foi nomeado vice-presidente e tomando a posição do Presidente da República até o general Agustín Gamarra que era seu amigo e aliado assumir o poder.